# Canard

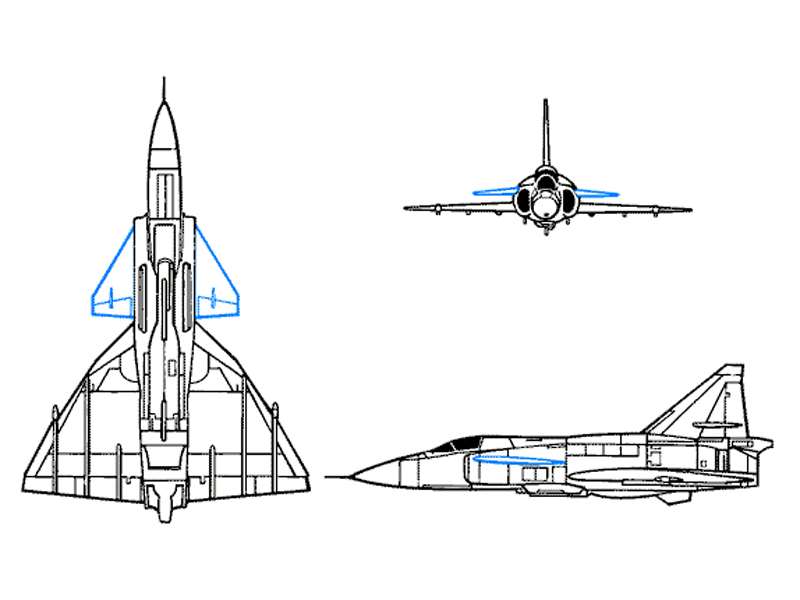
Canards (azul) del Saab Viggen.

En aeronáutica, canard (‘pato’ en francés) es una configuración de aeronave de ala fija en la que el estabilizador horizontal está en una posición adelantada frente a las alas, en contraposición a un avión convencional donde está por detrás de estas.

## Definición
El término canard ha llegado a denominar cualquier superficie aerodinámica horizontal montada frente al ala principal, independientemente de si es móvil o no. 
Se distinguen además tres configuraciones canard:
- Canard de control de vuelo: cuando se emplea del mismo modo que el timón de profundidad o el estabilizador.[5]
- Canard de sustentación: su función es además repartir el peso entre el ala y el canard, obteniendo como ventaja principal que la fuerza necesaria para vuelo equilibrado será ascendente y no descendente, como normalmente ocurre en la cola horizontal.[5]
- Ala en tándem: extensión del anterior en el que casi se reparte por igual el peso entre las dos superficies alares.[5]

## Etimología
Del primigenio avión 14-bis de Alberto Santos Dumont de  1906, el público francés asimiló a un pato volando con su forma - sin cola y con pequeñas superficies de control en la proa. Así se asimiló al idioma inglés y posteriormente al español.

## Ejemplos de aviones equipados con canard
Desde el avión de Santos Dumont hasta la actualidad existe una gran cantidad de aviones equipados con canards.
•  Eurofighter Typhoon de la europea Airbus Defence and Space
•  Dassault Rafale de la francesa Dassault Aviation
•  Saab 39 Gripen de la sueca Saab
•  Chengdu J-10  de la china Chengdu Aircraft Industry Corporation

## Ventajas e inconvenientes

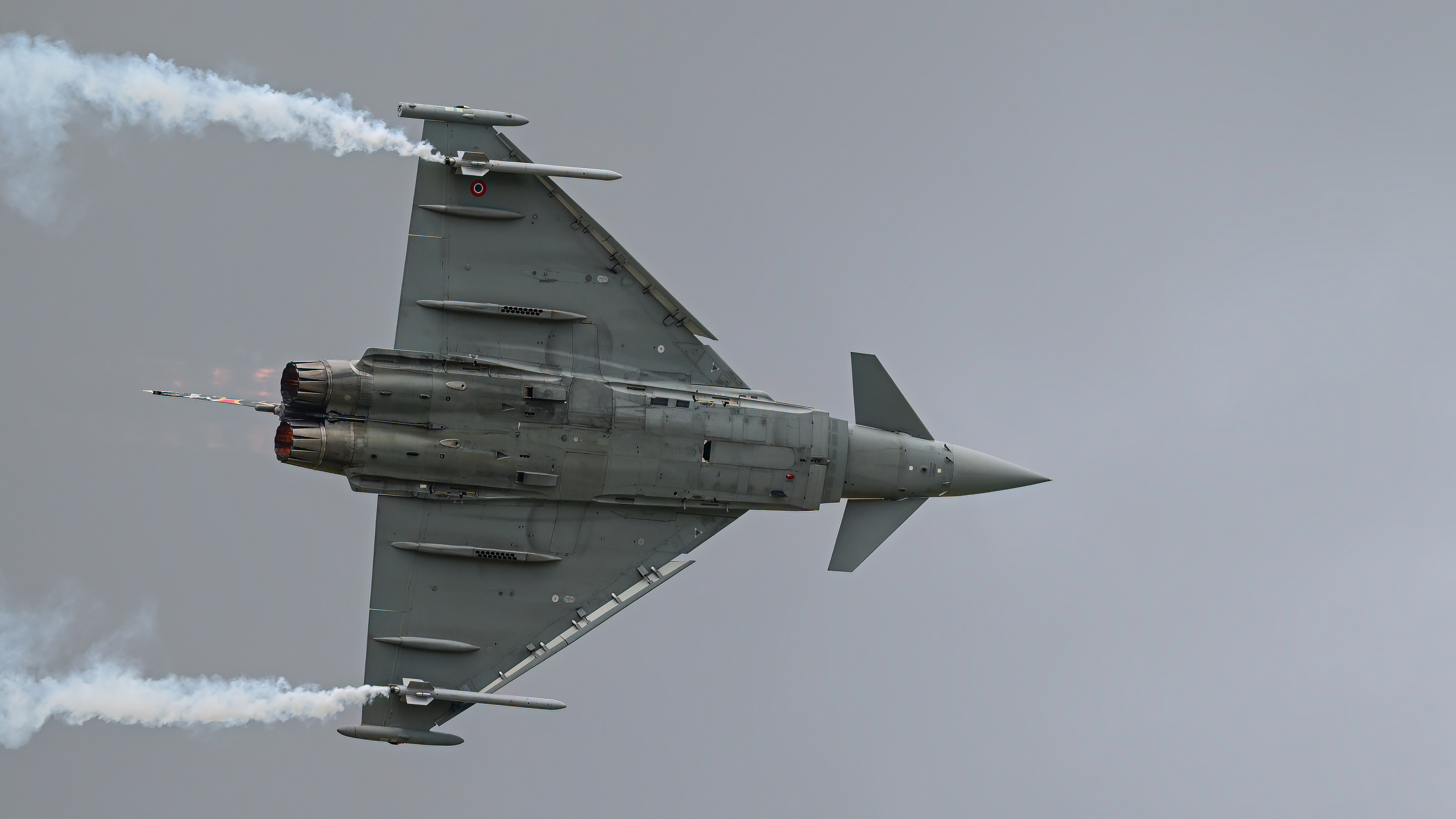
Riat 2023 - Italian Air Force

Los defensores de la configuración canard arguyen que, al ser el ángulo de incidencia del canard superior al del ala que va detrás, si aumentase excesivamente la incidencia, entraría en pérdida primero el canard, haciendo que baje el morro, e impidiendo que el ala principal alcance un ángulo de ataque que la pondría en pérdida. Sin embargo, y hay algún caso real, si el avión ha iniciado un cabeceo y tiene una inercia suficiente, el aumento de la incidencia sigue hasta que tanto el canard como el ala principal entran en pérdida, así, el avión cae a plano a gran velocidad, y sin ninguna posibilidad de que el piloto lo saque de esa situación catastrófica. Saab, en su caza 'Viggen' diseñado para operar desde las autopistas suecas, situó el plano Canard en un nivel superior al del ala principal, para mejorar las actuaciones en aterrizajes y despegues cortos, pero un caza embarcado de diseño chino sitúa el canard por debajo del nivel del ala principal, para reducir la onda de choque total a velocidades supersónicas. 
El avión experimental de caza Curtiss P-55 'Ascender', tenía unas superficies canard con mandos de profundidad en la parte posterior, y la parte anterior con incidencia totalmente variable de 0° a 180°, lo que podría ayudar a evitar ese peligro. Algunos aviones de caza, tipo 'Rafale', y 'Eurofighter', tienen los planos canard dispuestos en A, con los extremos hacia abajo, lo que hace que el alabeo que inducen sea en el sentido favorable al del giro del avión, y además se mueven como una pieza única, actuando como timones de profundidad y de dirección. Para otros, el ala principal en un avión canard trabaja siempre con una incidencia menor que la que proporcionaría la mejor sustentación, eso impondría restricciones en el diseño, y dificultaría el rendimiento óptimo de la aeronave. De las diversas posibilidades de colocación del canard respecto al ala principal, para el Saab 'Viggen' eligieron el poner el canard en un plano superior respecto al del ala, que iba en posición baja, con una mejora sensible en las actuaciones en despegues y aterrizajes, pues era un avión diseñado para actuaciones 'STOL' (Short Take Off and Landing, despegue y aterrizaje cortos) y para poder operar desde las autopistas suecas. El transporte supersónico ruso Tupolev Tu-144 incorporó unas pequeñas superficies, 'bigotes', retráctiles, en posición canard, detrás de la cabina de los pilotos, elevados respecto al plano del ala delta principal, que se demostró que reducían la resistencia aerodinámica en la envolvente de vuelo inmediatamente anterior y posterior a Mach-1, y facilitaban la maniobrabilidad y la seguridad en el despegue y aterrizaje.

## Canard navales
Los submarinos modernos también usan canard para controlar la navegación y niveles de profundidad, sin el ruido asociado a las operaciones de lastre, liberación de aire y llenado de tanques para inmersión.
Los grandes buques de superficie, cruceros de guerra, fragatas lanzamisiles y, recientemente, modernos portaaviones, pueden usar canard retráctiles para estabilizarse con mala mar, corrientes adversas o en maniobras extremas, y mantener la estabilidad necesaria de la nave para lanzar misiles, aviones, naves de desembarco anfibio y mejorar la navegación.